# Ir sult sprechen willekomen

Ir sult sprechen willekomen ist eine strophische Dichtung Walthers von der Vogelweide. Thematisch gehört sie weder völlig dem Minnesang noch der Sangspruchdichtung an, sondern bringt eine ungewöhnliche Vermengung der beiden Register, die sonst in der Lyrik des 12. und 13. Jahrhunderts deutlich geschieden sind.
Das Dichter-Ich fingiert in der ersten Strophe den eigenen Auftritt als Sangspruchdichter, der mit dem prahlerischen Gestus des Spielmanns unerhörte Neuigkeiten (mære) bringe. Zugleich fordert er aber in dieser inszenierten Kommunikationssituation seinen Lohn (in diesem Fall: gruoz ‚Gruß‘).
Hier geht der Dichter nun gänzlich in der Rolle des Minnesängers auf. Oder man versteht die frouwe der 6. Strophe als Metapher für den (Wiener) Hof, dem Walther treu bleiben will, obwohl er bei der Bitte um ein fixes Engagement immer wieder abblitzt. Die naiv-direkte Interpretation, dass die Dame der 6. Strophe eine Minnedame meinen soll, scheint unmöglich zu sein, denn der Sänger wird sich doch nicht so darstellen wollen, als sei er lange fort gewesen und erhebe nun Anspruch darauf, dass die Dame, die er vor seinen Abreise verehrte, ihm über die ganze Zeit hätte treu bleiben sollen. Das Lied ohne Strophe 6 (so Handschrift A) könnte man sich auch als Begrüßungslied für den Hof König Philipps vorstellen.
Die Frage, ob Walthers Preislied „ein Politikum aus der Frühgeschichte der Nationalgefühle in Europa“ darstellt oder die „Nationalgefühle“ der Zeit um 1200 nicht mit denen des 19. Jahrhunderts vergleichbar sind, wird kontrovers diskutiert: gegen Vergleichbarkeit ist Reichert mit dem Argument, der Nationalismus des 19. Jahrhunderts ziele auf Grenzen eines Territorialstaates („Von der Maas bis an die Memel“ im Lied der Deutschen von Heinrich Hoffmann von Fallersleben), während Walther Territorialismus fremd ist („von der Elbe bis an den Rhein“ ist an beiden Seiten innerhalb des deutschen Sprachraumes) und es ihm nur um die Ablehnung der französisierenden literarischen Mode geht, wie sie vor allem Reinmar von Hagenau pflegte.
Seit Kircher 1973 berücksichtigt man in dieser Diskussion stärker, dass Walther hier einen direkten Angriff des Provenzalen Peire Vidal zurückweist, der auf Grund schlechter Erfahrungen mit den Ministerialen Heinrichs VI. die Deutschen pauschal verunglimpfte (aus Peire Vidal, Lied 37: „Meiner Meinung nach sind die Deutschen ungebildet und grob; wenn einer von ihnen kommt und sich einbildet, er sei höfisch, fühlt man sich zu Tode bestraft und heftig bekümmert. Ihre Sprache klingt wie Hundegebell.“) und die Provence als Land „Von der Rhone bis nach Vence und vom Meer bis zur Durance“ übermäßig pries.

## Text
In der hier gezeigten Form ist das Lied allerdings in keiner Handschrift überliefert, vielmehr ist neben dialektalen Unterschieden v. a. die Strophenreihenfolge und -anzahl variiert:
- HS A:   I-V (d. h. ohne VI)
- HS C:    I,II,V,III,IV,VI
- HS E: I,II,IV,V,III
- HS L[6]: I, Zeile 1–7
- HS Uxx[7]: I,II,IV,V(hier nur erste Zeile)

| I. Ir sult sprechen willekomen: der iu mære bringet, daz bin ich. allez, daz ir habt vernomen, daz ist gar ein wint: ir frâget mich. ich wil aber miete: wirt mîn lôn iht guot, ich gesage iu lîhte, daz iu sanfte tuot. seht, waz man mir êren biete. | I. Ihr sollt „Willkommen“ sprechen: Der, der euch Neuigkeiten bringt, das bin ich. Alles was Ihr bisher vernommen habt, das ist überhaupt nichts: Nun fragt mich! Ich verlange aber Lohn. Wird mein Lohn gut, sage ich Euch vielleicht, das Euch angenehm ist. Seht, was man mir an Ehren bietet. |

iu ‚euch‘; mære ‚Nachrichten‘; ein wint ‚ein Nichts‘ (‚Wind‘ in der Bedeutung ‚geringfügige Sache‘); miete ‚Lohn‘; wirt ‚wird‘ (zu mhd. wërden); wirt … guot Konditionalsätze stehen im Mhd. meist ohne Konjunktion: ‚Wenn mein Lohn gut wird‘; iht adverbial: ‚etwa‘; lîhte ‚leicht, vielleicht‘; daz hier: ‚etwas, das‘; sanfte ‚sanft, angenehm‘ (Adverb); waz êren ‚was an Ehren‘ (Genetiv Plur.); biete 3. Sg. Konjunktiv Präs. zu bieten.
| II. Ich wil tiuschen frouwen sagen solhiu mære, daz si deste baz al der werlte suln behagen: âne grôze miete tuon ich daz. waz wold ich ze lône? si sint mir ze hêr: sô bin ich gefüege und bite si nihtes mêr, wan daz si mich grüezen schône. | II. Ich will / werde den deutschen Damen Neuigkeiten bringen, dass sie dann der ganzen Welt noch besser gefallen sollen / werden. Das tue ich ohne großen Lohn. Was sollte ich an Lohn von ihnen wollen? Sie sind zu vornehm für mich. Deshalb bescheide ich mich und bitte sie um nichts sonst, als dass sie mich schön grüßen. |

wil, Infinitiv wellen: im Mhd. mehr bloße Funktionsbedeutung ‚Zukunft‘ (‚werden‘) als ‚wollen‘; baz Adverb ‚besser‘; suln: im Mhd. mehr bloße Funktionsbedeutung ‚Zukunft‘ (‚werden‘) als ‚sollen‘; âne ‚ohne‘; tuon hier 1. Person Sing.; hêr ‚hehr, hoch‘; gefüege ‚gefügig‘; nihtes Genitiv zu niht; mêr ‚mehr‘; wan hier: ‚außer‘; schône Adverb zu schoene ‚schön‘.
| III. Ich hân lande vil gesehen unde nam der besten gerne war: übel müeze mir geschehen, kunde ich ie mîn herze bringen dar, daz im wol gevallen wolde fremeder site. nû waz hulfe mich, ob ich unrehte strite? tiuschiu zuht gât vor in allen. | III. Ich habe viele Länder gesehen und habe dort gerne die besten kennengelernt. Aber es möge mir schlecht ergehen, wenn ich je mein Herz dazu bringen könnte, dass ihm fremde Lebensart gefiele. Was hätte ich davon, wenn ich etwas Unwahres behaupten würde? Deutsche Zucht ist besser als alle anderen. |

hân ‚habe‘; von vil ist ein Genitiv Plur. abhängig: vil lande ‚viel der Länder‘; nam war Präteritum zu war nehmen ‚wahrnehmen‘ (mit Genitiv: der besten); müeze Konjunktiv Präsens zu müezen ‚müssen‘; ie ‚je, jemals‘; dar ‚dorthin‘; wol Adverb zu guot; wolde Präteritum zu wellen ‚wollen‘; site ‚Sitte, Brauch‘ ist mhd. maskulin; hulfe Konjunktiv Prät. zu helfen, mhd. mit Akkusativ; ob ‚wenn‘; rehte ‚richtig‘; strite Konjunktiv Prät. zu strîten ‚streiten‘; zuht ‚Zucht, Erziehung, Sitten, Ausbildung, gutes Benehmen‘; gât ‚geht‘; vor gân ‚vorgehen, besser sein als‘; in hier: ‚ihnen‘, ‚geht vor ihnen allen‘ = ‚ist besser als sie alle‘.
| IV. Von der Elbe unz an den Rîn und her wider unz an Ungerlant mugen wol die besten sîn, die ich in der werlte hân erkant. kan ich rehte schouwen guot gelâz unt lîp, sem mir got, sô swüere ich wol, daz hie diu wîp bezzer sint danne ander frouwen. | IV. Von der Elbe bis an den Rhein und wieder hierher zurück bis an Ungarn (= bis an die ungarische Grenze) sind wohl die besten, die ich in der ganzen Welt je kennengelernt habe. Wenn ich mich darauf verstehe, gutes Benehmen und gutes Äußeres zu beurteilen, bei Gott, dann möchte ich wohl schwören, dass hierzulande die Frauen besser sind als anderswo die Damen. |

unz ‚bis‘; mugen ‚können, zu etwas imstande/fähig sein, vermögen‘ mugen wol sîn ‚können wohl sein‘ = ‚sind vielleicht‘; kan ‚kann‘ zu kunnen ‚geistig können, wissen, verstehen‘; gelâz ‚Benehmen‘ zu lâzen ‚lassen‘; lîp ‚Leib‘, hier ‚Äußeres‘; sem ‚ebenso wie‘; ‚wie mir Gott‘ = ‚bei Gott!‘; swüere Konj. Prät. zu swern ‚schwören‘; hie ‚hier‘; wîp ‚Frau‘, nicht ‚Weib‘; frouwe ‚Herrin, Dame‘; diu wîp Plur. zu daz wîp; danne beim Komparativ ‚als‘; ander hier Genitiv Plur. ‚anderer‘; ‚die Damen anderer‘ = ‚die von den anderen (fremden, z. B. provenzalischen) Dichtern besungenen Damen‘.
| V. Tiusche man sint wol gezogen, rehte als engel sint diu wîp getân. swer si schildet, derst betrogen: ich enkan sîn anders niht verstân. tugent und reine minne, swer die suochen wil, der sol komen in unser lant: da ist wünne vil: lange müeze ich leben dar inne! | V. Deutsche Männer sind wohlerzogen, und die Frauen sind ganz wie die Engel beschaffen. Wenn jemand sie schilt, betrügt er sich selbst; nicht anders kann ich ihn verstehen. Wenn jemand Tugend und reine Liebe suchen will, so soll er in unser Land kommen: da herrscht große Wonne. Lange möge ich in ihm leben! |

getân hier: ‚beschaffen‘; s-wer ‚wer auch immer, jeder der‘; derst = der ist; en- Verneinungspartikel, zusammen mit dem folgenden niht doppelte Verneinung; sîn hier pronominaler Genitiv; verstân ‚verstehen‘ hier mit dem Genitiv; dar inne ‚drinnen‘ (in unserem Land).
| VI. Der ich vil gedienet hân und iemer mêre gerne dienen wil, diust von mir vil unerlân: iedoch sô tuot si leides mir sô vil. si kan mir versêren herze und den muot. nû vergebez ir got, dazs an mir missetuot. her nâch mac si sichs bekêren. | VI. Die, der ich lange gedient habe und der ich allzeit gerne dienen werde, die gebe ich nicht auf. Sie tut mir aber so viel Leid an. Sie verletzt mich an Herz und Sinn. Gott vergebe ihr, dass sie sich an mir versündigt. Vielleicht bekehrt sie sich dann noch. |

diust = diu ist; un-er-lân wörtlich ‚unerlassen‘; ‚sie ist von mir unerlassen = ich lasse sie nicht sein‘; sêren ‚Schmerz bereiten‘; vergebez = vergebe ez; dazs = daz si; sichs = sich des.
Übersetzung und sprachliche Kommentare nach Reichert 2009.

## Neuinterpretationen
Das Stück „Willkommen“ der deutschen Folkgruppe Ougenweide (1976) basiert auf diesem Lied.